# River Sopo
River Sopo är ett vattendrag i Sydsudan.   Det ligger i delstaten Western Bahr el Ghazal, i den västra delen av landet, 700 kilometer nordväst om huvudstaden Juba.